# Контрада Гвидано (Лече)
Контрада Гвидано (итал. Contrada Guidano) је насеље у Италији у округу Лече, региону Апулија.
Према процени из 2011. у насељу је живело 379 становника. Насеље се налази на надморској висини од 83 м.